# Mezquita de Agdam
La mezquita de Agdam (en azerí: Ağdam məscidi) o mezquita de Juma (en azerí: Cümə məscidi) es una mezquita en la ciudad de Agdam, Azerbaiyán. Esta mezquita fue uno de los pocos edificios de la ciudad que no fue destruido durante la guerra de Nagorno-Karabaj.

## Historia
La mezquita fue construida por el arquitecto Karbalayi Safijan Karabaji entre 1868 y 1870.
Durante la primera guerra del Alto Karabaj, las fuerzas azerbaiyanas utilizaron Agdam para disparar misiles de largo alcance BM-21 Grad contra la población armenia de Stepanakert. Más tarde, Agdam quedó bajo el control de las fuerzas armenias. Después de la captura, según testigos presenciales, la ciudad fue saqueada, destruida e incendiada. La mezquita de Agdam, el único edificio que queda en pie en Agdam, ha sido objeto de actos de vandalismo con grafitis y se ha utilizado como establo para ganado vacuno y porcino. Una narrativa de "armenios bárbaros que convierten las mezquitas en pocilgas" se convertiría en un componente importante de la movilización en Azerbaiyán en el preludio de la guerra del Alto Karabaj de 2020.
En 2009, la República de Artsaj comenzó a financiar medidas para preservar los monumentos islámicos. Según funcionarios de Artsaj, los alrededores de la mezquita de Agdam se limpiaron de escombros y se cercó en 2010. El periodista de RFE/RL Stepan Lohr, que visitó Agdam en 2011, publicó fotos de la mezquita sin techo, y lo que describió como "la interior descuidado y dañado de la otrora gloriosa mezquita de Agdam".
Tras la victoria de Azerbaiyán en la segunda guerra del Alto Karabaj, el 20 de noviembre de 2020 recuperó el distrito de Agdam a través del acuerdo de alto el fuego de Alto Karabaj de 2020. Tres días después, el presidente Ilham Aliyev y la primera dama Mehriban Aliyeva visitaron las ruinas de la ciudad y la mezquita de Agdam. Aliyev regaló un Corán de La Meca a la mezquita.
Después de la cesión de Agdam a Azerbaiyán, el último imán de la mezquita y los soldados azerbaiyanos celebraron la primera oración del viernes en 28 años en la mezquita.

## Arquitectura
La mezquita el estilo típico de las mezquitas de la región de Karabaj, que incluía la división de columnas de piedra en la galería de dos pisos y el uso de techos abovedados. Otras mezquitas de este estilo incluyen la mezquita de Barda, la mezquita Yujari Govhar Agha en Shusha, una mezquita en la ciudad de Fuzuli y otra en el pueblo de Horadiz.

### Interior
El diseño interior de la sala de oración es muy serio y llama la atención con el efecto artístico de la estructura tectónica perfecta. El nombre del decorador, el maestro Muhammad Naqqash Tabrizi y la fecha de renovación (1913) están escritos en la inscripción del mihrab ornamentado simple. La puerta de entrada en el lado norte de la mezquita está dentro de un porche-bastag profundo, y las habitaciones de dos pisos están ubicadas a los lados del porche abierto. Los minaretes construidos en las esquinas de la fachada norte completaron la estructura de planta simétrica de la mezquita y le dieron una forma cuadrada en su conjunto. La mezquita tiene una planta que destaca por su sencillez clásica, la pureza de la forma geométrica y responde perfectamente a los requisitos funcionales. La capacidad cúbica de la mezquita, cuyo interior está cubierto con cúpulas, arcos y transeptos, está cubierta con un dosel entero de cuatro tramos, que es tradicional en la región de Karabaj. Los minaretes de ladrillo se elevan desde los extremos del ático que sobresalen en la fachada norte. Las esbeltas capacidades cilíndricas de los minaretes están divididas en secciones por cinturones horizontales, y la superficie de cada sección está cubierta con patrones simples creados a partir de ladrillos.

## Galería

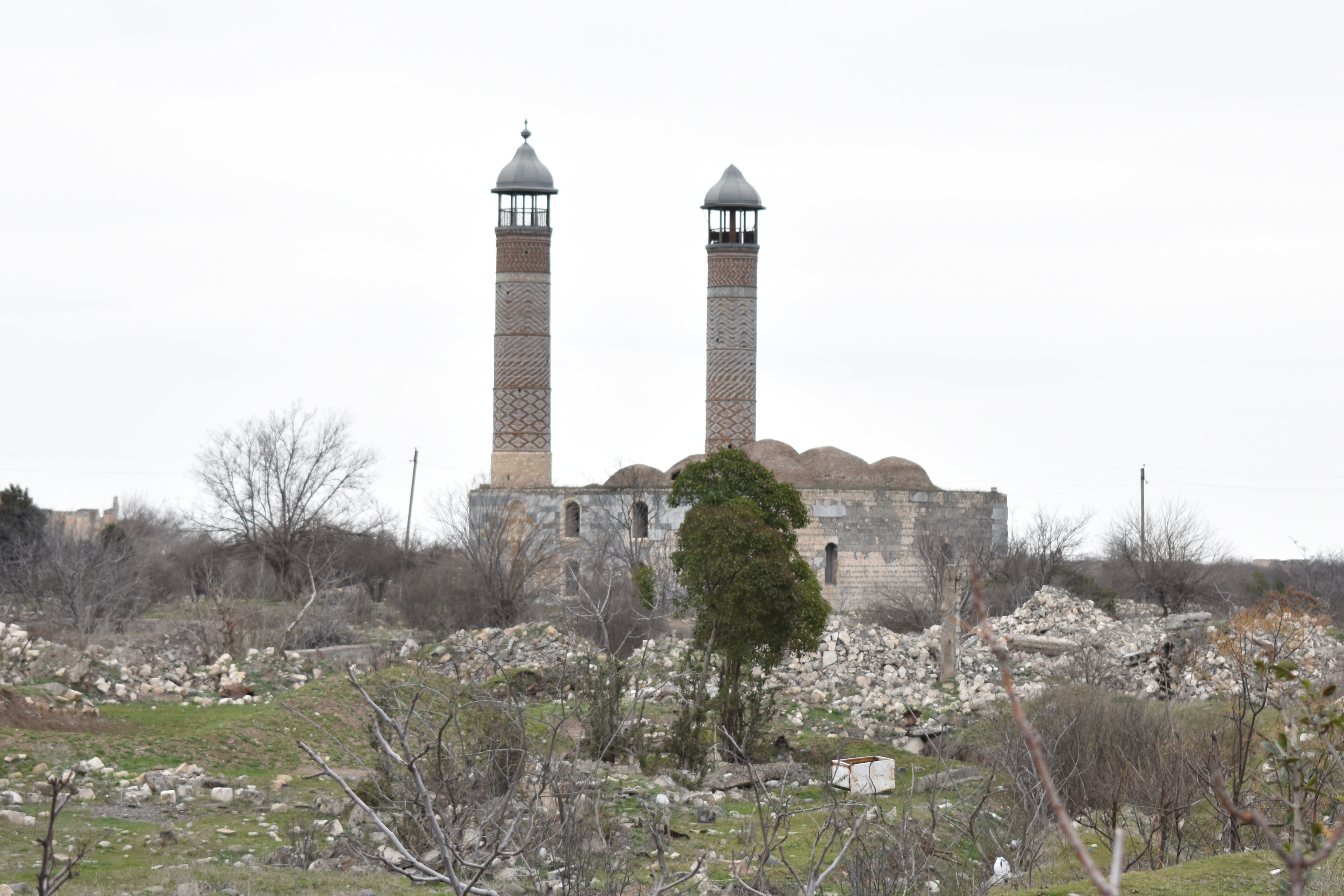
Vista general de la mezquita y alrededores (año 2018)
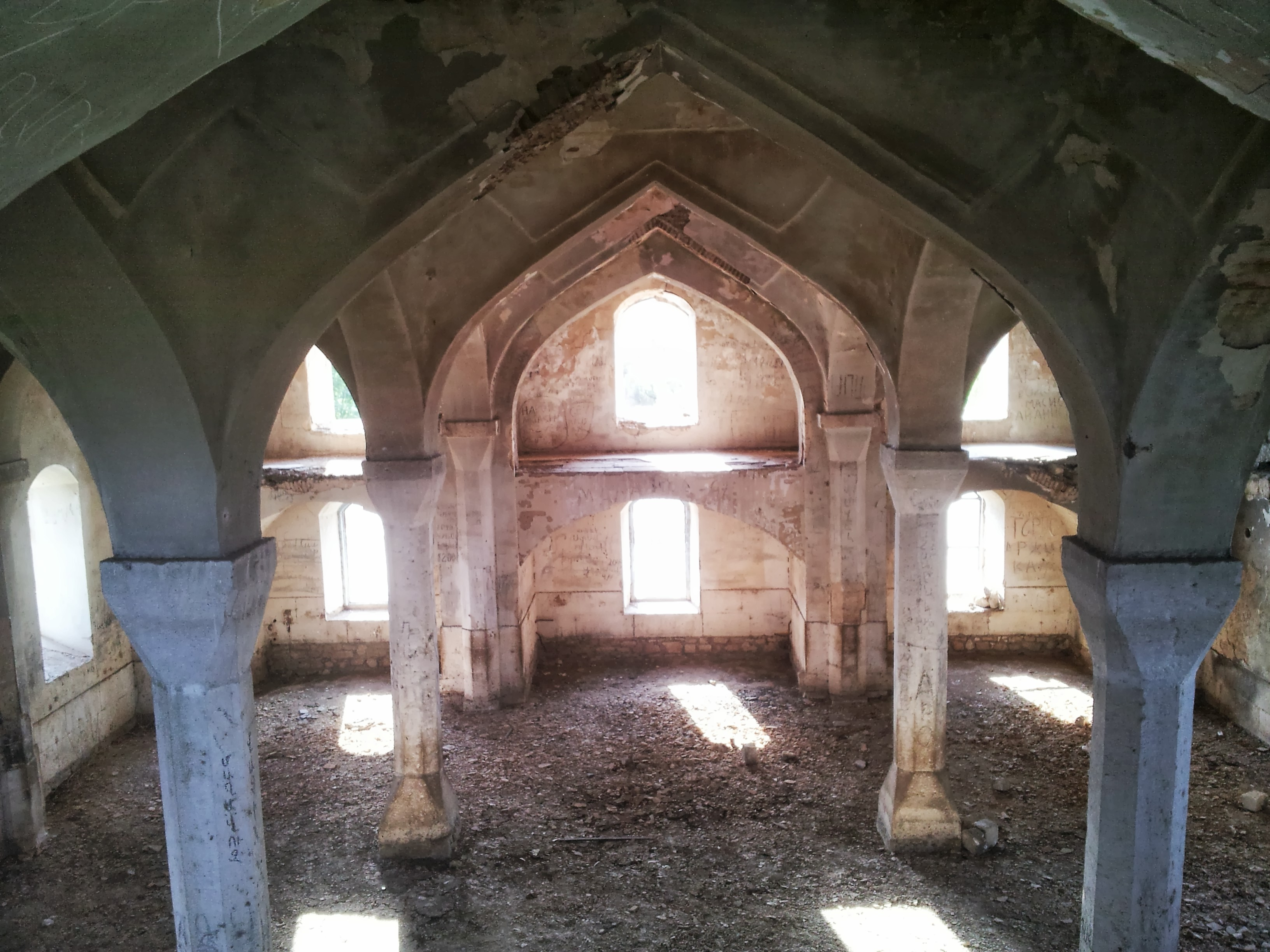
Interior de la mezquita (año 2000)
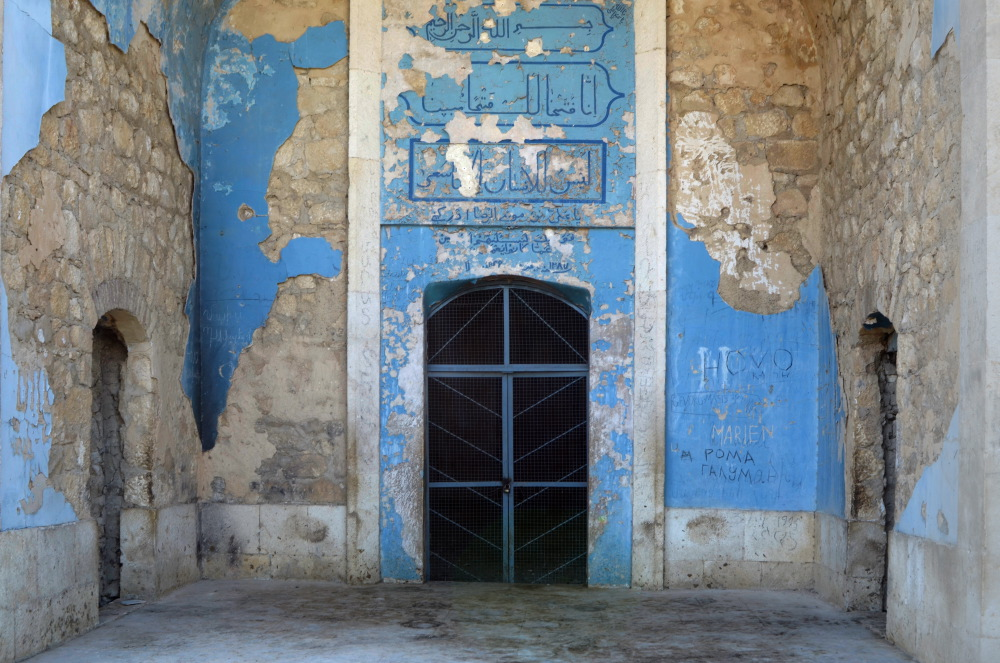
Entrada a la mezquita (año 2013)
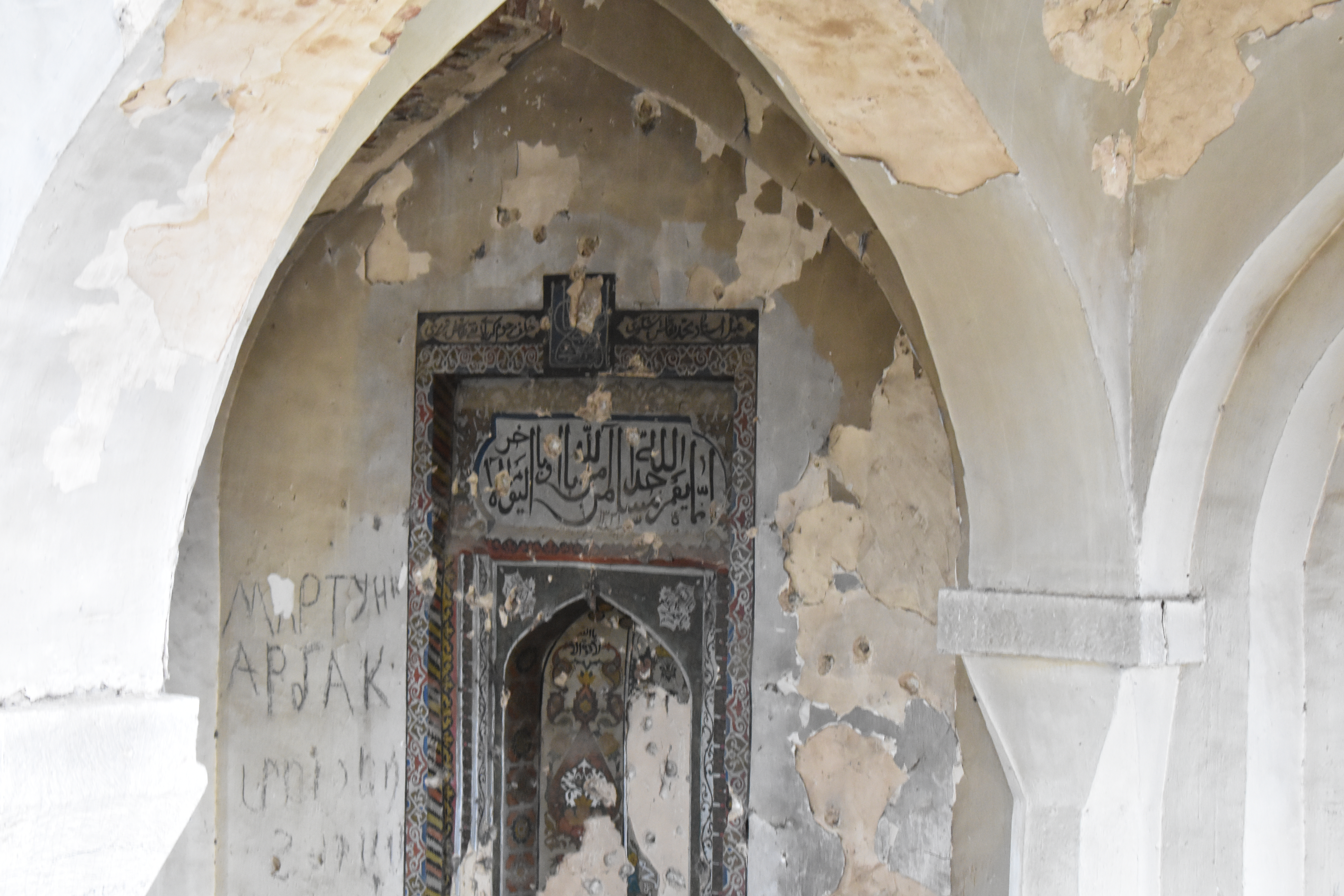
Mihrab de la mezquita (año 2018)
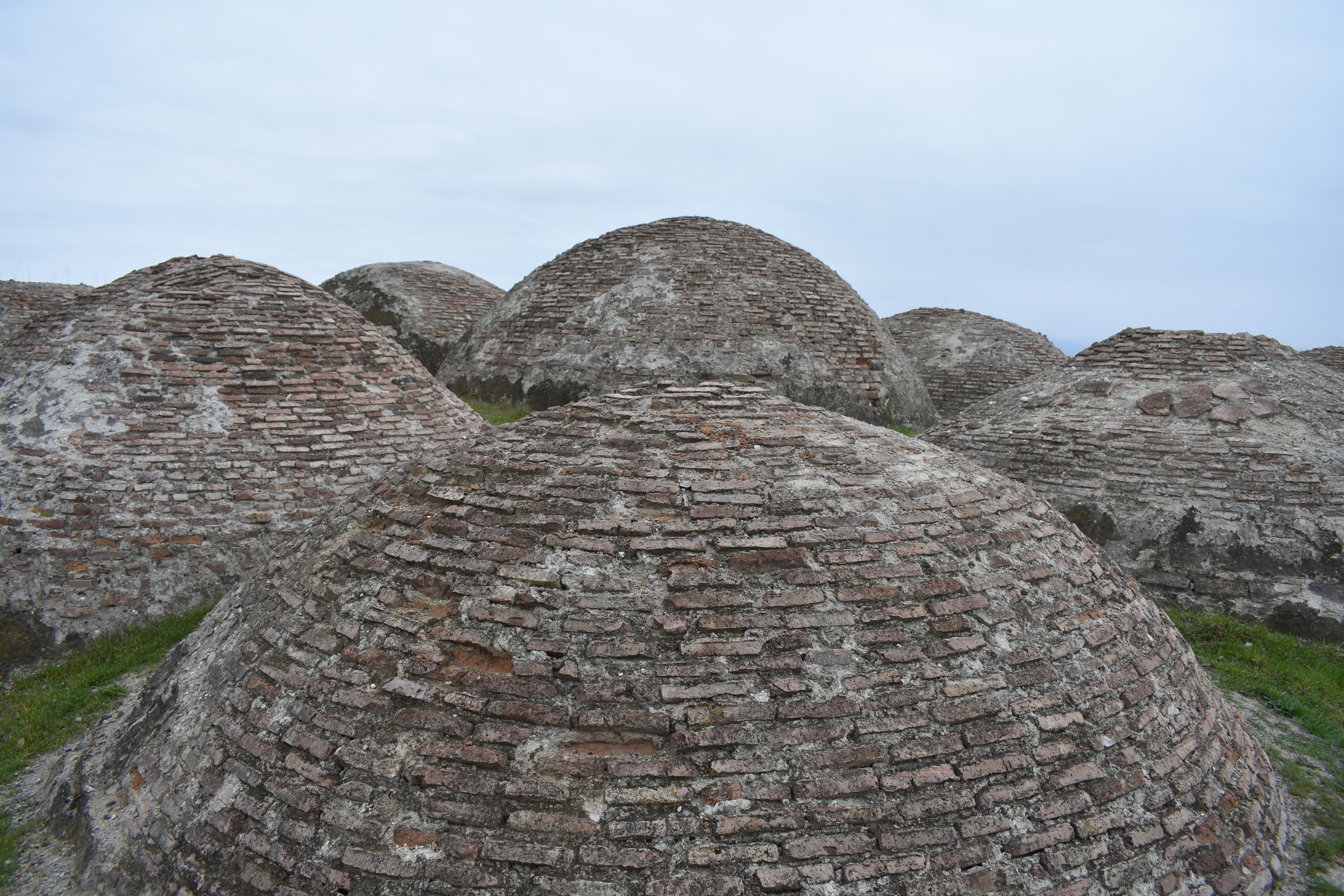
Techo de la mezquita
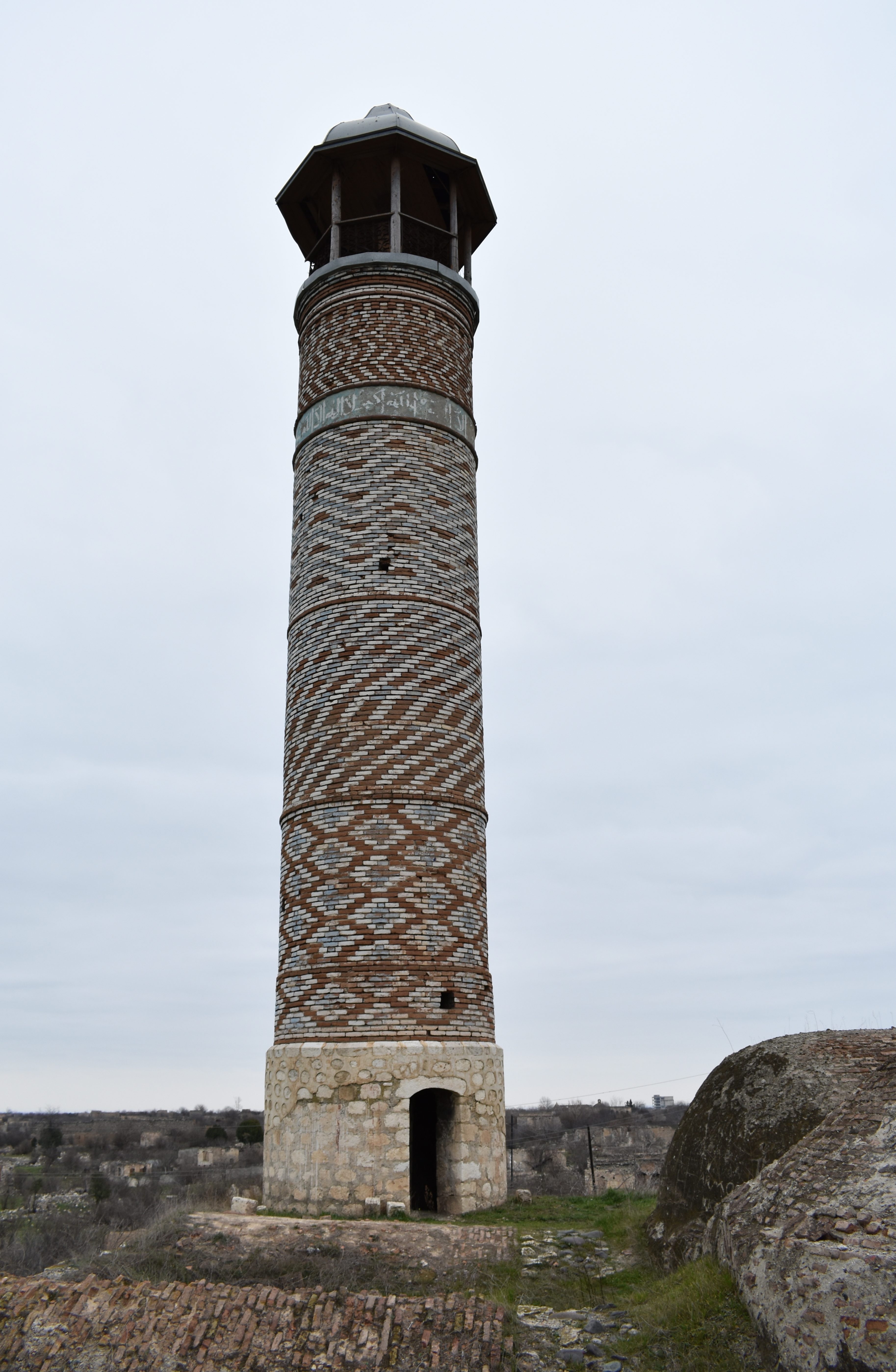
Detalles de los minaretes